# Reljan
Reljan (serbisch-kyrillisch Рељан, albanisch Lerani) ist ein Dorf mit (2002) 694 Einwohnern in der Opština Preševo im Okrug Pčinja in Serbien.

## Demografie
Der Ort liegt im Preševo-Tal und wird zu etwa 70 Prozent von Albanern bewohnt. Er liegt östlich der Stadt Preševo jenseits der Eisenbahnstrecke und Autobahn 1 (E 75). Etwa 70 Prozent der Bewohner dieses Dorfes sind Muslime. Das Dorf hat eine Moschee.